# Albert Snoy
Albert Emile Philippe Ghislain Snoy (Parijs, 1 maart 1850 - Menton, 7 januari 1897) was een Belgisch senator.

## Biografie

### Familie
Baron Albert Snoy was een telg uit de familie Snoy. Hij was de derde van de zes kinderen van baron Philippe Snoy (1811-1856), burgemeester van Melsbroek, en Caroline Powis de Tenbossche (1825-1904). Hij trouwde in 1882 in Brussel met Caroline Cogels (1860-1935), kleindochter van baron Edouard Cogels en Charles Domis de Semerpont. Ze kregen vijf zoons en twee dochters van wie er twee jong overleden.
- Julie Snoy (1885-1911), trouwde in 1905 in Brussel met baron Jules de Vinck de Winnezeele (1879-1944), zoon van baron Alfred de Vinck de Winnezeele, gemeenteraadslid van Zillebeke en Antwerpen en senator. Ze kregen een zoon en een dochter, maar zonder afstammelingen.
- Guillaume Snoy (1889-1975), ondervoorzitter van de Banque d'Escompte et de Travaux en burgemeester van Melsbroek, trouwde in 1914 in Brussel met Simone du Roy de Blicquy (1892-1918). Ze kregen een zoon en twee dochters, met afstammelingen tot heden. Hij trouwde een tweede maal in 1928 in Boezinge met Angèle de Thibault de Boesinghe (1894-1997), dochter van Ernest de Thibault de Boesinghe, burgemeester van Boezinge en provincieraadslid van West-Vlaanderen. Ze kregen een dochter, maar zonder afstammelingen.
- Yvonne Snoy (1891-1976), trouwde in 1919 in Brussel met graaf Conrad d'Ursel (1891-1974), zoon van graaf Aymard d'Ursel, militair en geheim kamerheer van paus Leo XIII. Ze kregen twee zoons en drie dochters, met afstammelingen tot heden.
- Henry Snoy (1892-1981), trouwde in 1924 in Brussel met Corina Falcon (1899-1991). Ze kregen een zoon en twee dochters, met afstammelingen tot heden.
- Ferdinand Snoy (1896-1940), officier, trouwde in 1920 in Elsene met burggravin Hélène Davignon (1895-1946), dochter van burggraaf Julien Davignon, senator, volksvertegenwoordiger en minister van Buitenlandse Zaken. Ze kregen twee zoons en twee dochters, met afstammelingen tot heden.

Hij was een schoonbroer van baron Henri de Pitteurs-Hiegaerts, gemeenteraadslid van Sint-Truiden, provincieraadslid van Limburg, volksvertegenwoordiger en gouverneur van Limburg.

### Loopbaan
Snoy was provincieraadslid van Brabant van 1885 tot 1894 en werd in 1894 verkozen tot katholiek senator voor het arrondissement Brussel. Hij vervulde dit mandaat tot aan zijn dood. Hij was quaestor in de Senaat.
Hij was stichter en voorzitter van de Banque d'Escompte et de Travaux in Brussel.
Hij was ook gemeenteraadslid en burgemeester van Melsbroek, net als zijn vader en zijn zoon.